# Alte Kirche Bürgeln

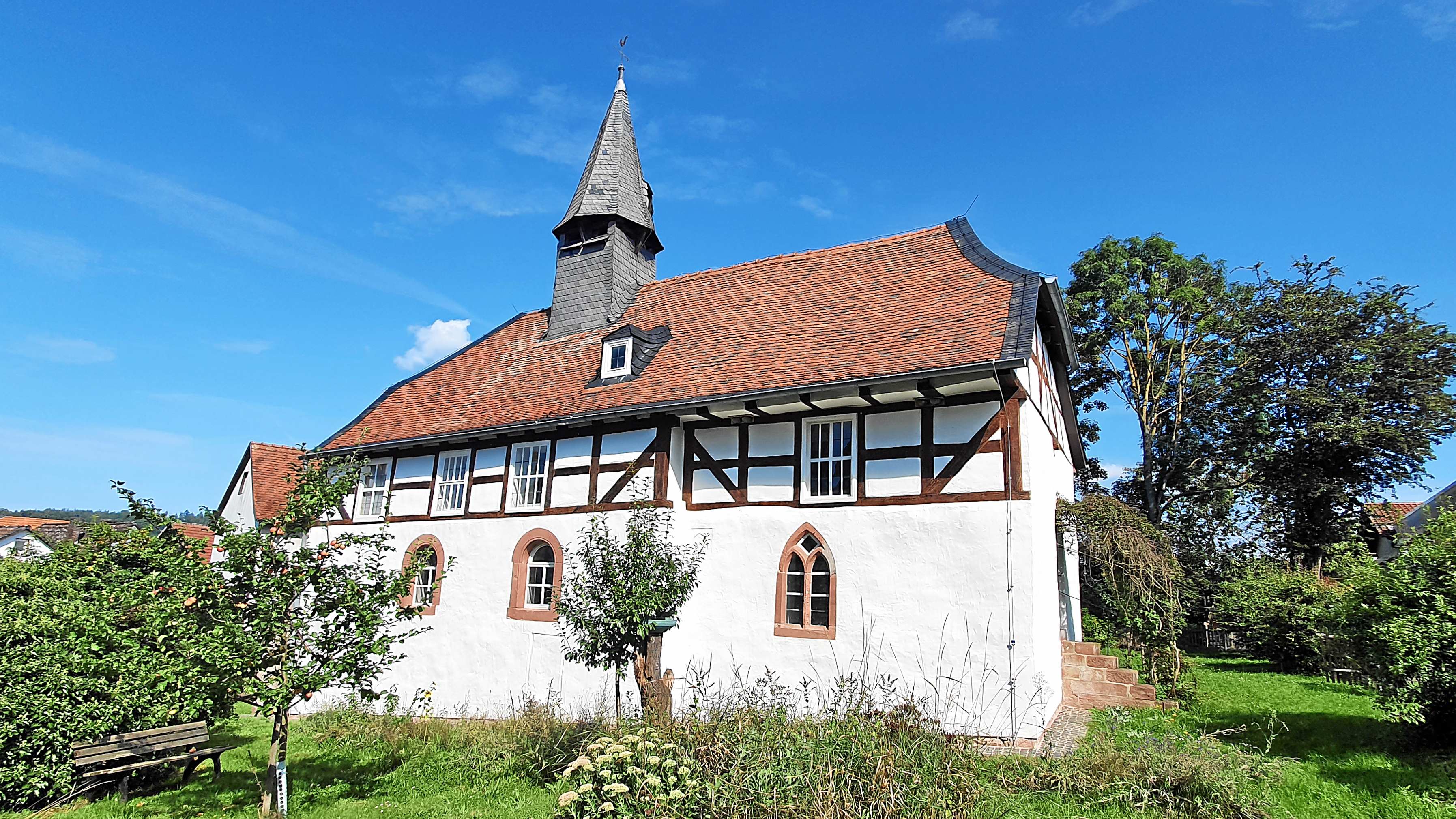
Alte Kirche Bürgeln mit spätgotischem Fenster zum Chorraum im Süden

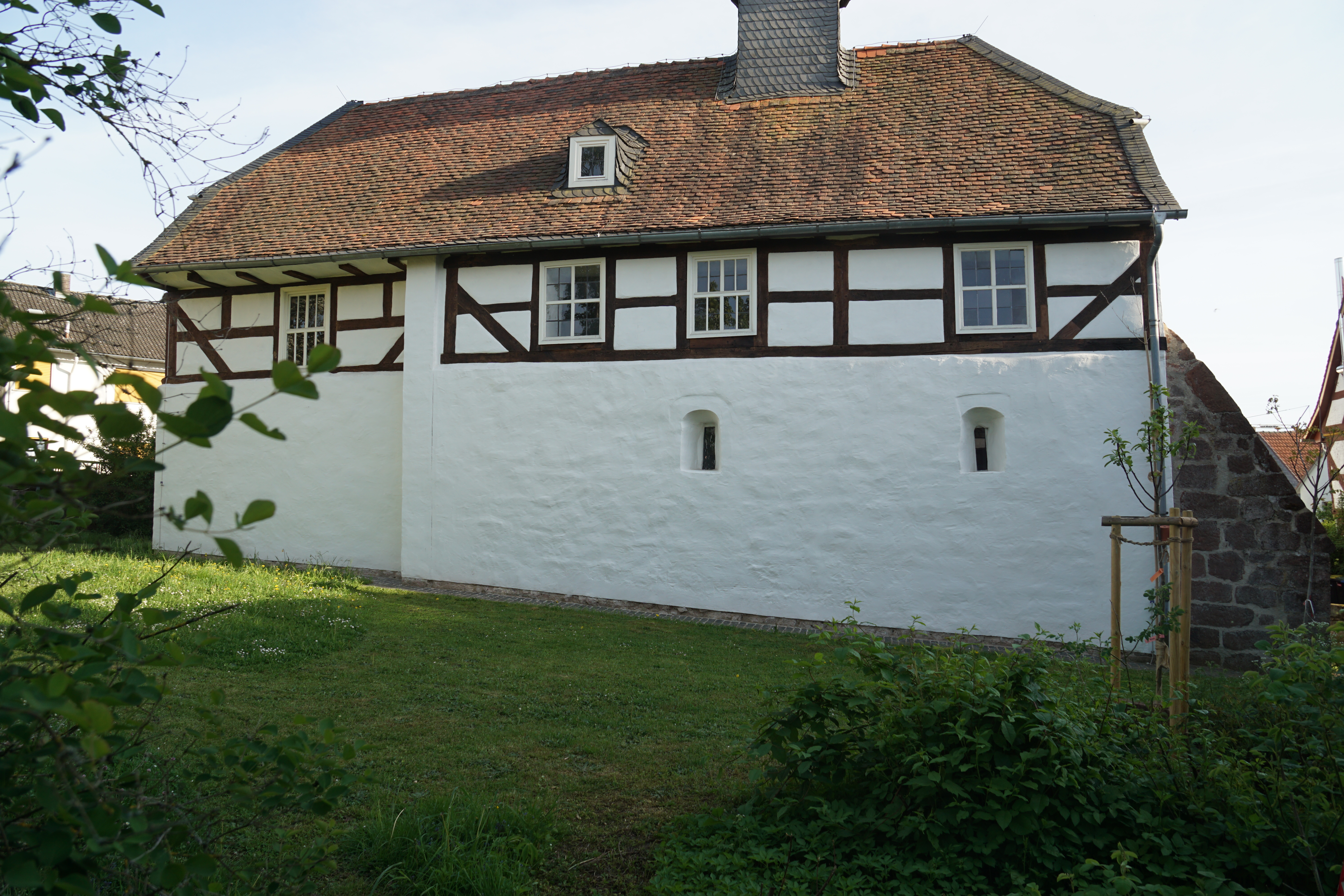
Ansicht von Norden

Die Alte Kirche ist ein denkmalgeschütztes Kirchengebäude in Bürgeln, einem Ortsteil von Cölbe im Landkreis Marburg-Biedenkopf (Hessen). Der im Kern romanische Bau wurde in spätgotischer Zeit um einen schmalen Rechteckchor erweitert und 1688 in Fachwerkbauweise aufgestockt.

## Geschichte
Vorfahren der von Fleckenbühl (Fleckenbiel) stifteten um 1100 eine Kapelle, die dem Marienstift Wetzlar unterstand.
Im späten Mittelalter gehörte Bürgeln zum Sendbezirk Schönstadt des Dekanats Christenberg im Archidiakonat St. Stephan in der Erzdiözese Mainz. In spätgotischer Zeit wurde die Kirche um einen Ostchor erweitert und erhielt ein Westportal aus Sandstein.
Die lutherische Reformation wurde ab 1526 eingeführt. Vermutlich im Jahr 1606 wechselte die Kirchengemeinde zum reformierten Bekenntnis, um 1624 endgültig zum lutherischen Glauben zurückzukehren. Bürgeln war bereits in vorreformatorischer Zeit und mindestens bis 1630 Filiale von Schönstadt. Es wurde vor 1664 Filiale von Betziesdorf und 1664–1860 wieder Filiale von Schönstadt. Anschließend wurde der Ort wieder Filiale von Betziesdorf.
Im Jahr 1688 erfuhr der Bau eine Fachwerkaufstockung und erhielt eine barocke Innenausstattung mit Emporen. Dafür wurde das Dach erneuert und mit einem Dachreiter bekrönt. Der Marburger Professor Johannes Tesmar finanzierte die Erweiterungsmaßnahmen. 1728 erhielt die Südseite zwei neue Fenster. 1733 entstanden umfangreiche Rankenmalereien am Chorbogen und an den Fensterlaibungen. In den 1750er Jahren schaffte die Gemeinde eine Orgel an und um 1780 wurden die moralischen Bibelsprüche an die Wände der Langseiten gemalt.
Im Zuge eines Kirchenneubaus wurde die Alte Kirche 1970 entwidmet. 1973 wurde der Förderkreis Alte Kirchen gegründet, der die Kirche in den 1970er Jahren vor dem Abriss rettete. Nach einem mehrjährigen Rechtsstreit zwischen der Kommune, der das Gebäude inzwischen gehörte, und dem Landkreis, der den Abriss nicht genehmigte, wurde sie 1977 wieder Eigentum der Kirchengemeinde. Das neue hessische Denkmalschutzgesetz von 1974 verpflichtete die Kirchengemeinde zur Übernahme und zum Erhalt des Gebäudes. Diese ließ 1980/1981 eine Außenrenovierung durchführen, die sich auf das Fachwerk konzentrierte. Seit 1984 ist der Förderkreis Alte Kirchen Eigentümer, der sie am 15. Juni 2017 an den Kulturverein Alte Kirche Bürgeln übergab.
Im Jahr 1984 wurde der Dispersionsanstrich an der Decke und den Wänden entfernt, der dazu geführt hatte, dass die Feuchtigkeit nicht austreten konnte. Am Chorbogen und an den Fensterlaibungen traten die barocke Malereien wieder zutage. Im Rahmen einer umfassenden Sanierung in den Jahren 2019/2020 wurde das Dachwerk saniert und marode Balken, die durch Feuchtigkeit Schäden erlitten hatten, wurden ersetzt. Bei der Renovierung der Fassade wurden Risse im Mauerwerk verfüllt und das Gebäude mit einem neuen Außenanstrich versehen. Die Restauratorin Karoline Santowski konservierte die wiederentdeckten barocken Wandmalereien. Zudem wurden die beiden Glocken saniert. Die Kosten beliefen sich auf insgesamt 400.000 Euro.
Die Alte Kirche wird als Kulturkirche genutzt und bietet in den Sommermonaten ein wechselndes Kulturprogramm mit Konzerten, Lesungen und Ausstellungen. Zudem ist es seit Oktober 2020 möglich, standesamtliche Trauungen in der Kirche durchzuführen.

## Architektur

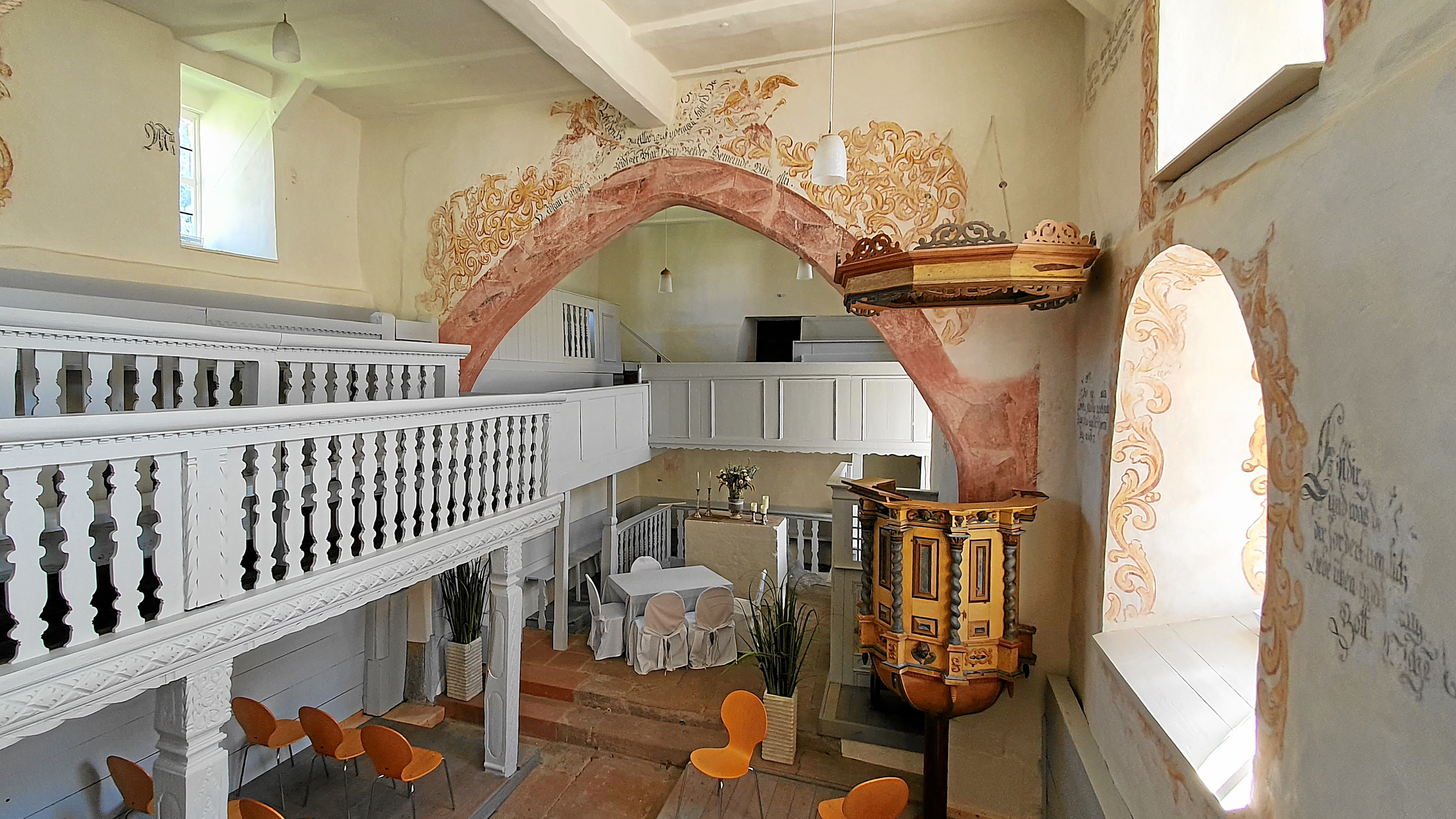
Blick auf den Chorbogen mit Rankenmalerei aus dem Jahr 1733

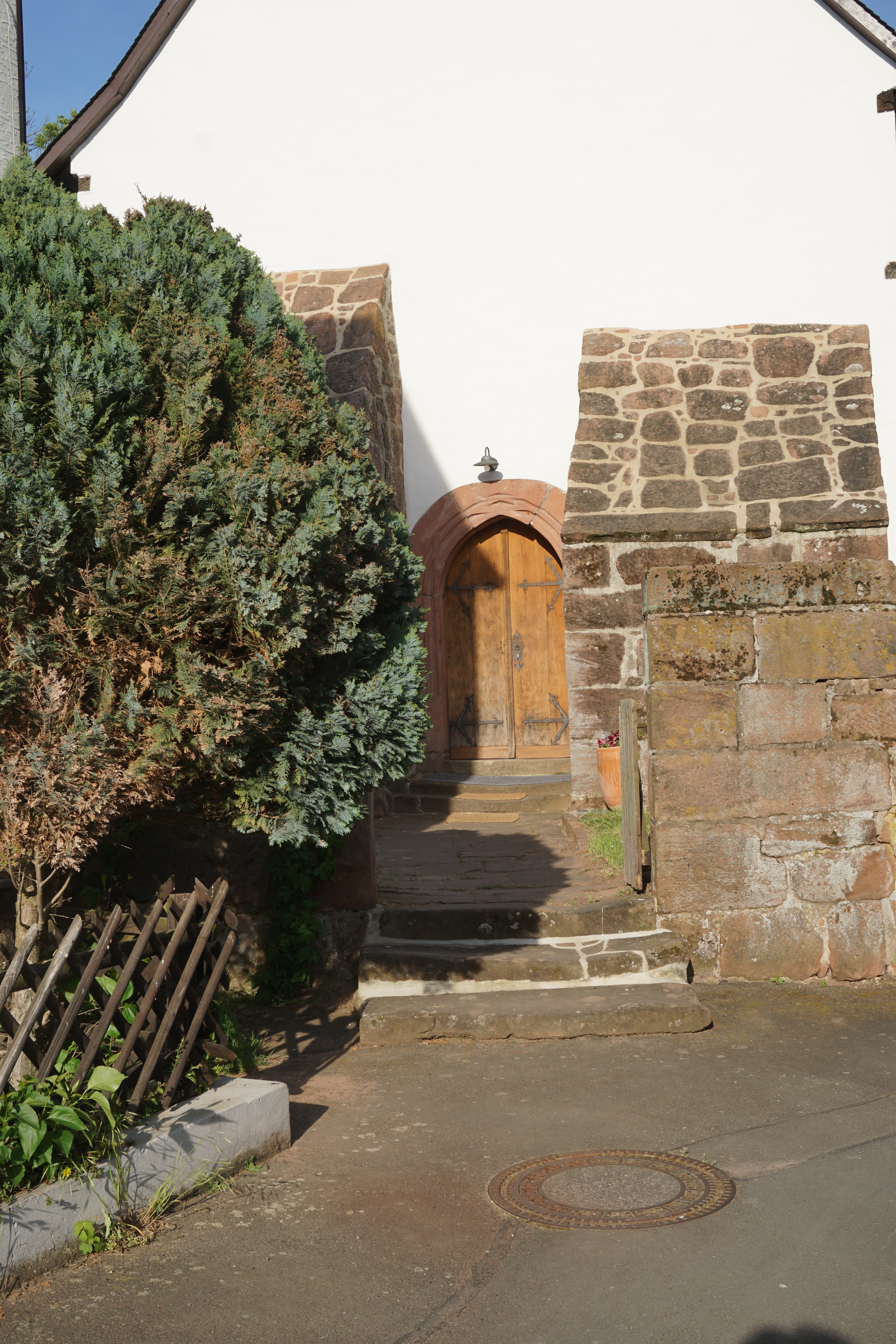
Westportal zwischen Strebepfeilern

Die annähernd geostete, weiß verputzte Kirche liegt inmitten eines ehemaligen Friedhofgeländes westlich des Ortszentrums und ist aus Bruchsteinmauerwerk errichtet, das in Fachwerkbauweise aufgestockt ist. Das unverputzte Fachwerk besteht aus einer Außen- und einer Innenwand mit einem Hohlraum dazwischen. Ein Querriegel gliedert in zwei Gefache, die an den Gebäudeecken eine Schwertung aufweisen. Unter dem Ostgiebel findet sich das Mann-Motiv. Der Chor ist gegenüber dem Schiff etwas eingezogen und mit dem Saal unter einem gemeinsamen Schopfwalmdach vereint. Das Dach ist an den Langseiten mit je einer kleinen Gaube bestückt. Im Westen ist ein kleiner Dachreiter aufgesetzt, der vollständig verschiefert ist. Der quaderförmige Schaft des Dachreiters trägt einen oktogonalen Spitzhelm, der von Turmknauf, Kreuz und Wetterhahn bekrönt wird. Die Glockenstube beherbergt zwei Glocken, die der Marburger Glockengießer Georg Schernbein in den Jahren 1652 und 1653 gegossen hat. Die größere Glocke auf dem Schlagton h2 trägt die Inschrift „GIRGE SCHERNBEIN VON MARPVRG GOS MICH ANNO 165Z“ und die kleinere Glocke auf cis3 die Inschrift „ANNO 1653“.
Die Langseiten des Schiffes werden durch Rundbogenfenster gegliedert. Die zwei kleinen schmalen Fenster an der Nordseite stammen noch aus romanischer Zeit, während die zwei mittelgroßen Südfenster mit Sandsteingewänden 1728 eingebrochen wurden. Ein kleines romanisches Fenster am westlichen Ende der Südseite ist sekundär vermauert. In die Fachwerkaufstockung sind im Norden und Süden je drei quadratische Fenster eingelassen und im Chor je eins. Die Südseite des Chors hat ein zweibahniges Maßwerkfenster aus rotem Sandstein; die Schmalseiten sind fensterlos.
Die Kirche wird durch ein spätgotisches Westportal erschlossen, dessen spitzbogiges Gewände aus rotem Sandstein Überstabungen aufweist. Es wird von zwei mächtigen, niedrigen Strebepfeilern aus unverputztem Bruchsteinmauerwerk flankiert. Diese wurden vermutlich bereits im Mittelalter errichtet und 1666 neu aufgeführt. Eine hochrechteckige Tür an der Ostseite ist über eine Außentreppe zugänglich. Sie diente ursprünglich als separater Patronatseingang und ermöglicht den Zugang zur Chorempore.

## Ausstattung

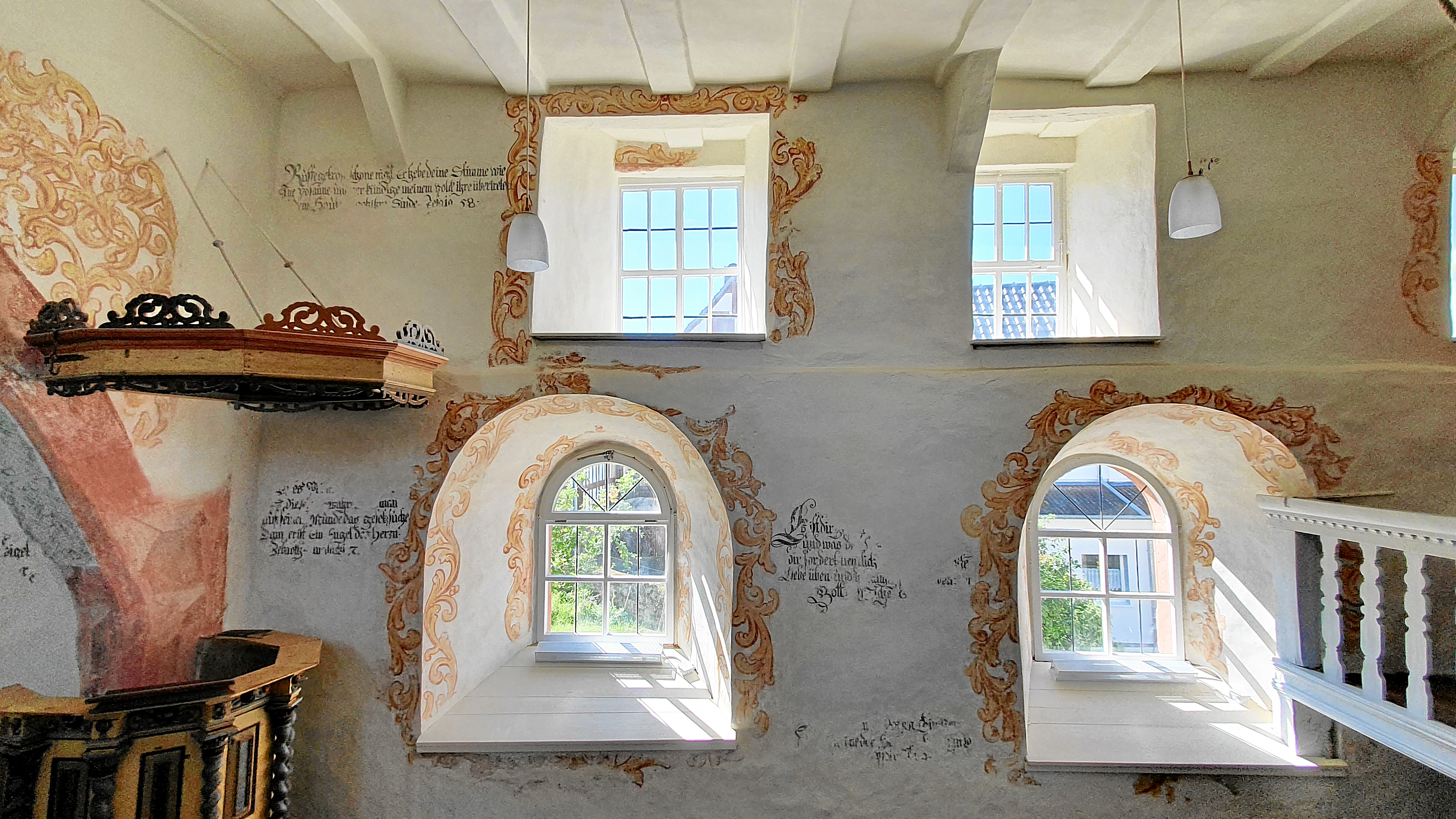
Im Zuge einer umfassenden Erweiterung der Kirche kamen im späten 16. Jahrhundert die Fenster in die Kirche

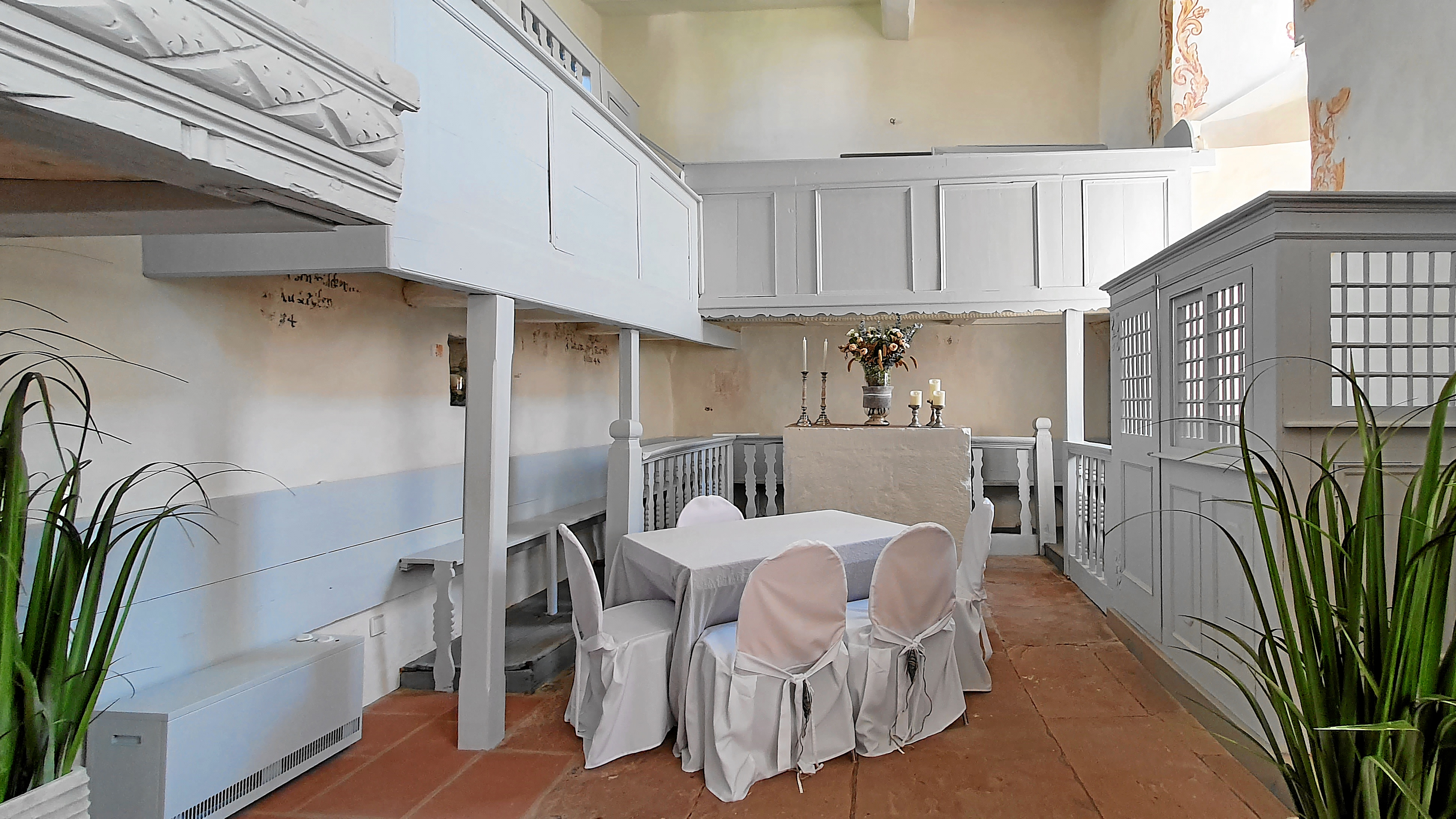
Pfarrstuhl (im Bild rechts), von den Bürgelnern liebevoll „Pfarrställchen“ genannt

Der Innenraum wird von einer Flachdecke abgeschlossen, die von einem Längsunterzug und einzelnen Konsolen gestützt wird. Ein großer Spitzbogen öffnet den Chor zum Saal. Der Chorbogen ist mit roter Diamantquaderung bemalt. Über ihm sind musizierende Engel, Rankenwerk und eine Bauinschrift zu sehen. Drei Ausstattungsstücke wurden 1971 in die neue Kirche übernommen: ein Grabstein, der einen Herrn von Fleckenbiel († 1562) in Ritterrüstung zeigt, der Taufstein aus dem Jahr 1592 und eine Kreuzigungsgruppe, die 1694 von Philipp Otto von Fleckenbiel gen. Bürgeln gestiftet wurde. Nicht erhalten ist das Kirchengestühl.
Im Westen und Norden ist die hölzerne Winkelempore von 1688 eingebaut, die auf viereckigen Pfosten mit Würfelkapitellen steht. Die Schwellbalken haben einen Fries mit einem Rautenband. Die Brüstung wird durch flachgeschnitzte Latten gebildet. Die Brüstung der Chorempore von 1586, die bis 1970 den privilegierten Familien vorbehalten war, hat kassettierte Füllungen. Die polygonale holzsichtige Kanzel aus der Renaissance ist am südlichen Chorbogen aufgestellt. Sie hat einen achteckigen Schalldeckel. Die Kanzelfelder mit hochrechteckigen Füllungen werden durch gedrehte Freisäulen auf vorkragenden Konsolen gegliedert. Der umlaufende obere Fries ist mit geschnitzten Köpfen und der untere mit Rankenornamenten bestückt. Die Kanzel wurde 2008 wieder aufgestellt. Kleine Dorfkirchen hatten häufig keine Sakristei. Als Ersatz diente ein Pfarrstuhl, der an die Kanzel angeschlossen ist und im oberen Teil durchbrochenes Rautenwerk aufweist.
Im Zuge einer umfassenden Erweiterung der Kirche kamen im späten 16. Jahrhundert die Fenster in die Kirche. Im Jahr 1733 wurden sie mit Rankenmalerei verziert. Im Jahr 1785 wurden in der gesamten Kirche aufklärerische Bibelzitate an die Wand gemalt. Sie belegen, dass die Bürgelner damals in der Regel schon lesen konnten.
Auf dem anschließenden Friedhof stehen ikonografisch bedeutsame Grabsteine des 17. und 18. Jahrhunderts.

## Orgel

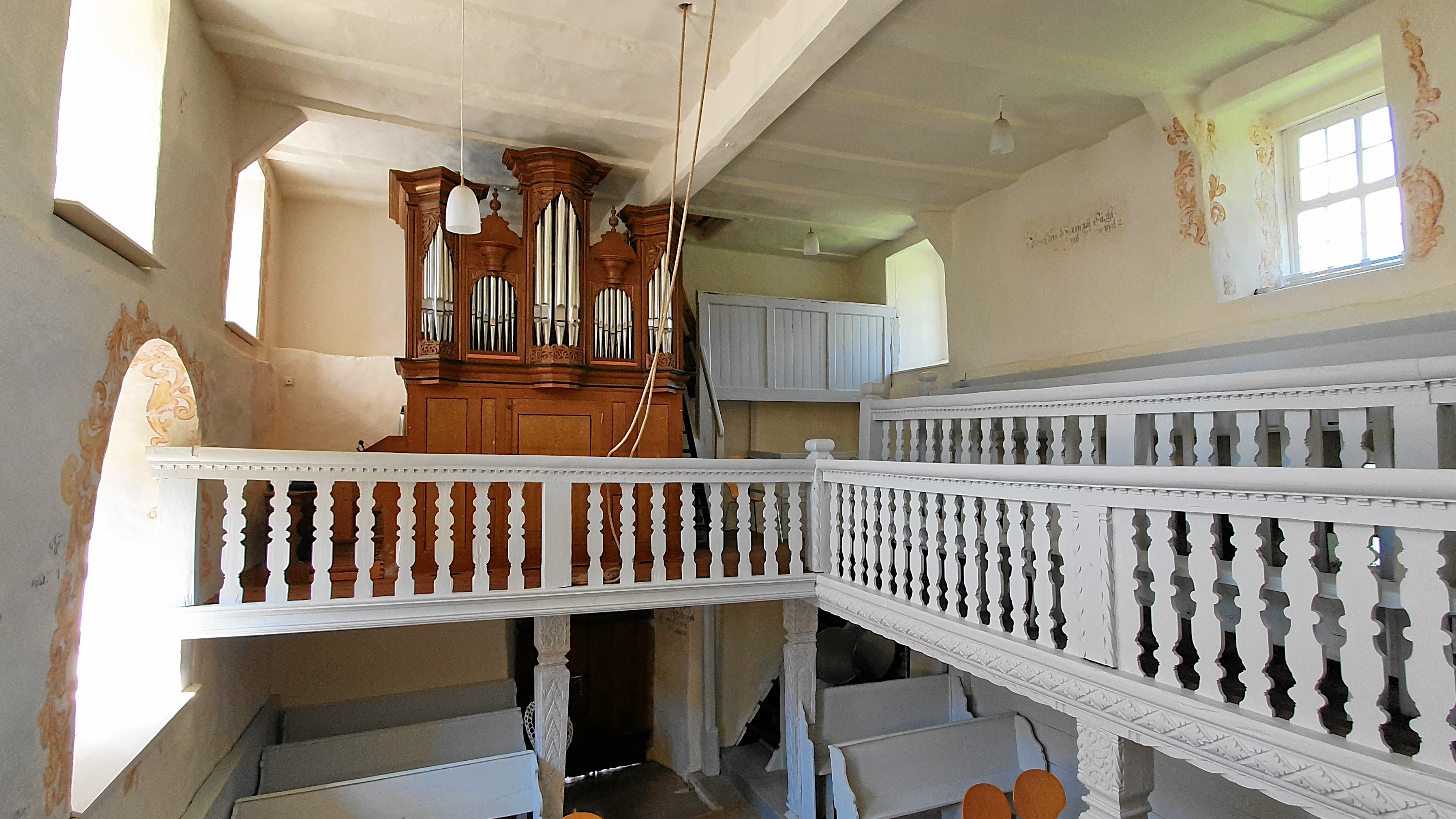
Die Orgel wurde im Jahr 1755 von Irle vollendet.

Die Kirche erhielt 1752–1755 auf der Nordempore eine Orgel von Gabriel Irle (* 1705 in Hatzfeld (Eder); † 1761?), dem Schwiegersohn des Orgelbauers Johann Christian Rindt. Er heiratete am 19. Oktober 1728 in Schönstadt Anna Maria Gertrud Rind(t). Vermutlich erlernte Irle den Orgelbau bei seinem späteren Schwiegervater und war langjähriger Mitarbeiter in dessen Werkstatt, die er nach Rindts Tod übernahm. Der barocke Prospekt hat einen überhöhten polygonalen Mittelturm und außen zwei Spitztürme, die durch niedrigere Pfeifenflachfelder verbunden werden. Die drei Türme werden von profilierten Kranzgesimsen bekrönt und ruhen auf profilierten Konsolen, die durch einen durchlaufenden Fries verbunden werden. Das Untergehäuse mit hochrechteckigen Füllungen nimmt dieselbe Breite ein.
1870–1872 setzte Peter Dickel das Instrument auf die erweiterte Westempore um. Im Jahr 1897 erneuerte Orgelbauer Emil Butz aus dem thüringischen Seligenthal das Innenwerk im romantischen Stil. Der barocke Prospekt blieb erhalten. Das neue Werk verfügt über sieben Register auf einem Manual und Pedal.